# 성주군·칠곡군 (1988년 선거구)
성주군·칠곡군은 대한민국의 옛 국회의원 선거구이다. 당시 경상북도 성주군, 칠곡군 지역을 관할했다.

## 역사
제13대 국회의원 선거를 앞두고 소선거구제가 실시되면서 선거구 개편이 일어났다. 이에 성주군과 칠곡군이 하나의 선거구를 구성하게 됨에 따라 신설되었다.
제15대 국회의원 선거를 앞두고 성주군은 고령군과 함께 고령군·성주군 선거구를 이루고 칠곡군은 군위군과 함께 군위군·칠곡군 선거구를 이루게 됨에 따라 폐지되었다.

## 역대 국회의원
| 선거   | 정당 | 정당       | 의원   |
| ------ | ---- | ---------- | ------ |
| 1988년 |      | 민주정의당 | 장영철 |
| 1992년 |      | 민주자유당 | 장영철 |

## 역대 선거 결과

### 대한민국 제13대 국회의원 선거
|  | 56.80% |

|  | 43.19% |

### 대한민국 제14대 국회의원 선거
|  | 71.97% |

|  | 28.02% |